# Kevin Samide
Kevin Samide (* 17. Mai 1989 in Nordhorn) ist ein deutscher Fußballspieler. Er spielt für den SSV Jeddeloh.

## Karriere
In seiner Jugend spielte der Mittelfeldspieler für Sparta Nordhorn und den TuS Lingen, bis er 2005 zum VfL Osnabrück wechselte. Dort spielte er zwei Jahre in der U-19-Mannschaft, mit der er in die Bundesliga Nord/Nordost aufstieg. Zur Saison 2009/10 schaffte er den Sprung in die Profimannschaft des VfL Osnabrück und stieg mit ihr in die 2. Bundesliga auf. Von 2011 bis 2013 spielte Samide für den VfB Lübeck, kam  wegen Verletzungen aber nur 21-mal zum Einsatz. Zur Saison 2013/14 wechselte er in die Fußball-Regionalliga Nord zum VfB Oldenburg. Dort absolvierte er insgesamt 46 Begegnungen (sieben Tore). Zur Saison 2015/16 wurde er an den Oberligisten SSV Jeddeloh verliehen und kehrte in der Winterpause zum VfB Oldenburg zurück.
Im Sommer 2016 schloss Samide sich endgültig dem SSV Jeddeloh an.